# Smallville (4.ª temporada)
A quarta temporada de Smallville (no Brasil, Smallville: As Aventuras do Superboy), uma série de televisão americana criada por Alfred Gough e Miles Millar, foi ao ar originalmente entre 22 de setembro de 2004 a 18 de maio de 2005, na The WB. A série narra as primeiras aventuras do kryptoniano Clark Kent na cidade fictícia de Smallville, Kansas, durante os anos antes dele se tornar o super-herói de identidade histórica "Superman". A temporada foi composta por 22 episódios.
A temporada foi assistida por uma média de 4,40 milhões de domicílios e posicionou-se no número cento e vinte e quatro entre as outras séries que foram exibidas na temporada televisa norte-americana de 2004-2005.  O primeiro episódio foi visto por 6.07 milhões de telespectadores, e o último por 5.47 milhões de telespectadores.
Em sua exibição original, o último episódio desta temporada preencheu um intervalo de tempo de 90 minutos com os últimos 10 minutos apresentando uma prévia exclusiva do longa-metragem Batman Begins.

## Elenco

### Principal
O elenco principal listado conforme a ordem dos créditos da abertura:
- Tom Welling como Clark Kent
- Kristin Kreuk como Lana Lang
- Michael Rosenbaum como Lex Luthor
- Jensen Ackles como Jason Teague
- Allison Mack como  Chloe Sullivan
- John Glover como Lionel Luthor
- Annette O'Toole como  Martha Kent
- John Schneider como Jonathan Kent

### Participações
- Erica Durance interpreta Lois Lane em 13 episódios;
- Jane Seymour interpreta Genevieve Teague em 6 episódios;
- Terence Stamp como a vóz de Jor-El em 2 episódios;
- Sarah Carter interpreta Alicia Baker em 2 episódios;
- Camille Mitchell interpreta a Sheriff Nancy Adams em 4 episódios;
- Margot Kidder interpreta Bridgette Crosby em 2 episódios.

Os roteiristas também trouxeram outros populares personagens da DC Comics á série. Kyle Gallner interpreta Bart Allen no episódio "Run". Os produtores queriam usar Barry Allen ou Wally West como o alter ego de Flash na série, mas a DC só permitiu o uso de Bart.  Trent Ford interpreta Mikhail Mxyzptlk, versão jovem de Mister Mxyzptlk, no episódio "Jinx". Peyton List interpreta Lucy Lane no episódio "Lucy". Michael Ironside aparece duas vezes como o General Sam Lane.

## Prêmios e nomeações
A quarta temporada de Smallville ganhou Leo Awards. A artista de maquiagem Natalie Cosco foi agraciada com o Prêmio Leo de Melhor Maquilhagem, pelo seu trabalho no episódio "Scare".  Em 2006, Barry Donlevy ganhou o prêmio de Melhor Fotografia em uma Série Dramática por seu trabalho no episódio "Spirit", enquanto David Wilson ganhou o de Melhor Desenho de Produção em Série Dramática por seu trabalho no episódio "Sacred". 
A série foi reconhecida pela Visual Effects Society com uma nomeação nos VES Awards de 2005 e 2006. A nomeação de 2005, foi para Marcante Ambiente Criado para o episódio "Cruzade",  enquanto a nomeação de 2006 foi de Efeitos Visuais em Circulação no episódio "Commencement".  O show recebeu nomeações no Teen Choice Awards em 2005 para Melhor Ator de TV (Tom Welling), Melhor Unidades dos Pais (John Schneider e Annette O'Toole), e escolha de Sidekick (Allison Mack).  Em 2005, a série foi indicada para o Motion Picture Sound Editors de Melhor Edição de Som, do episódio "Scare".  Em 2005, o episódio "Commencement" foi nomeado para um Emmy Award de Marcante Edição de Som.  O trabalho de cinematografia de Glen Winter foi reconhecido com um American Society of Cinematographers Award para o episódio "Sacred".  Para o Prêmio Saturno, Tom Welling recebeu uma nomeação para Melhor Actor, Michael Rosenbaum e Erica Durance receberam indicações de Melhor Ator / Atriz Coadjuvante.

## Lançamento em DVD
A quarta temporada completa de Smallville foi lançada em 13 de setembro de 2005, na América do Norte.  Foi lançada na região 2 e região 4 no dia 10 de outubro de 2005 e 11 de novembro de 2006, respectivamente.  O Box DVD inclui várias características especiais como comentários de episódios, cenas que não foram ao ar, um featurette por trás das cenas sobre os roteiristas, um featurette sobre as diferentes atrizes que interpretou Lois Lane ao longo dos anos e DVD-ROM com links de sites de Smallville. 

## Episódios
| Nº | #  | Título         | Dirigido por:      | Escrito por:                   | Exibição original       | Código | Audiência |
| --- | -- | -------------- | ------------------ | ------------------------------ | ----------------------- | ------ | --------- |
| 67 | 1  | "Crusade"      | Greg Beeman        | Alfred Gough & Miles Millar    | 22 de setembro de 2004  | 2T5201 | 6.07      |
| Intencionado a cumprir o seu destino, Kal-El atinge os céus para roubar um poderoso cristal de kryptonita. Determinada a salvar seu filho, Martha pede ajuda a emissária de Dr. Swann, Bridgette Crosby, e descobre uma nova e surpreendente forma de kryptonita. Enquanto isso, Lois Lane vem para a cidade para investigar a morte de sua prima Chloe Sullivan. Lana retorna de Paris com uma nova atitude e um novo namorado, Jason Teague, e Jonathan está em coma e Lionel enfrenta uma nova vida na prisão. |    |                |                    |                                |                         |        |           |
| 68 | 2  | "Gone"         | James Marshall     | Kelly Souders & Brian Peterson | 29 de setembro de 2004  | 2T5202 | 5.66      |
| Clark e Lois Lane estão investigando a suposta morte de Chloe, mas são impedidos por um oficial do exército, o General Sam Lane, que é o pai de Lois. Lois suspeita que Sam sabe mais sobre a morte da Chloe do que ele alega, e Clark descobre que Sam teve recentemente um encontro com Lex. Jason chega de Paris e convence Lana a continuar o relacionamento. Suspeitando que Chloe ainda está viva, Lionel manda um assassino que consegue transformar seus braços em armas metálicas para Chloe não testemunhe contra ele. |    |                |                    |                                |                         |        |           |
| 69 | 3  | "Facade"       | Pat Williams       | Holly Harold                   | 06 de outubro de 2004   | 2T5203 | 5.45      |
| Clark enfrenta uma jovem menina timida da escola que fez uma cirurgia plástica para realçar olhares e melhorar sua popularidade. Entretanto, as coisas vão mal quando ela descobre que sua beleza foi realçada com Kryptonita e isso causa dano as pessoas que a beijassem e decide que sua nova vitima será Lana. Enquanto isso, Jason e Lana continuam escondendo de Clark o relacionamento deles. |    |                |                    |                                |                         |        |           |
| 70 | 4  | "Devoted"      | David Carson       | Luke Schelhaas                 | 13 de outubro de 2004   | 2T5204 | 6.20      |
| Clark entra para o time de futebol e, imediatamente, fica com a posição de zagueiro após o antigo zagueiro ter uma briga com o novo assitente do treinador, Jason. Clark e Lois começam a investigar o curioso comportamento do antigo zagueiro, eles descobrem que as animadoras de torcida estavam envenenando a água que o time bebia com kryptonita, fazendo com que os jogadores obedecessem suas namoradas. |    |                |                    |                                |                         |        |           |
| 71 | 5  | "Run"          | David Barrett      | Steven S. DeKnight             | 20 de outubro de 2004   | 2T5205 | 5.41      |
| Depois que Jonathan tem sua carteira roubada, Clark vai em super velocidade atrás do assaltante mas fica surpreso quando ele não consegue acompanhá-lo. O ladrão, Bart Allen, aparece mais tarde na fazenda e tenta conversar com Clark sobre deixar Smallville para uma vida na estrada juntos, usando os super poderes deles. Enquanto isso, Lex compra um quadro sem valor com manuscritos de símbolos kryptonianos que Clark descobre ter um misterioso mapa escondido. Entretanto, quando Bart rouba o documento de Lex, ele coloca a vida de Clark em perigo e deverá fazer uma escolha para salvar Clark ou a si mesmo.                         |    |                |                    |                                |                         |        |           |
| 72 | 6  | "Transference" | James Marshall     | Todd Slavkin & Darren Swimmer  | 27 de outubro de 2004   | 2T5206 | 5.69      |
| Clark ouve um chamado bem doloroso através dos seus ouvidos e vai até a prisão onde Lionel está preso. Quando ele vê Lionel tentando esfaquear Lex com uma estranha pedra incandescente, Clark segura a pedra fazendo com que os dois troquem de corpos. Sabendo que seu novo corpo tem super poderes, Lionel, imediatamente, começa destruir Smallville. Preso entre barras sem seus poderes, Clark deve descobrir um jeito de ter seu corpo e poderes de volta para salvar seus amigos e família. |    |                |                    |                                |                         |        |           |
| 73 | 7  | "Jinx"         | Paul Shapiro       | Mark Warshaw                   | 03 de novembro de 2004  | 2T5207 | 5.02      |
| Chloe está dentro de um jogo de dinheiro com um aluno intercambiário Mikail Mxyzptlk e perde seu dinheiro no jogo de futebol onde Mxyzptlk usa seus poderes para controlar todos os jogadores - incluindo Clark. Quando Chloe descobre o segredo de Mxyzptlk, ele a sequestra e ameaça matá-la ao menos que Clark desista do jogo. Enquanto isso, Lex o ameaça de deportação ao menos que ele use os poderes para o benefício de Lex. |    |                |                    |                                |                         |        |           |
| 74 | 8  | "Spell"        | Jeannot Szwarc     | Steven S. DeKnight             | 10 de novembro de 2004  | 2T5208 | 5.51      |
| Depois que Lana soletra um texto de um livro do século XVI, ela, Lois e Chloe ficam possuídas por bruxas que foram queimadas. As três bruxas voltaram em busca de vingança e procuram por poderosos cristais Kryptonianos, causando uma destruição. Clark tenta detê-las mas elas o deixam sem poderes e o forçam a revelar a localização do cristal que ele escondeu na caverna. |    |                |                    |                                |                         |        |           |
| 75 | 9  | "Bound"        | Terrence O'Hara    | Luke Schelhaas                 | 17 de novembro de 2004  | 2T5209 | 5.06      |
| Depois que Lex é acusado de matar uma mulher, Clark resolve provar sua inocência e pede ajuda de uma improvável fonte - Lionel. Jurando que é um homem mudado, Lionel oferece para Clark todas as informações do crime mas pede uma coisa em troca. Enquanto isso, Lana conhece Genevieve Teague, a mãe de Jason, e tem um flashback do incidente em Paris, levando-a suspeitar que a mãe de Jason estava lá quando ela ficou tatuada. |    |                |                    |                                |                         |        |           |
| 76 | 10 | "Scare"        | David Carson       | Kelly Souders & Brian Peterson | 01 de dezembro de 2004  | 2T5210 | 4.89      |
| Um experimento secreto de Lex na LuthorCorp sai errado e resulta em uma perigosa toxina que foi solta em Smallville. Aqueles infectados pela toxina, incluindo Clark, Lana, Lex, e Jason passam a imaginar os seus piores medos se tornando reais e depois entram em coma. Desesperado para achar a cura, Clark dá um pouco do seu sangue para Lex e é impressionante o que Lex faz com o antídoto. |    |                |                    |                                |                         |        |           |
| 77 | 11 | "Unsafe"       | Greg Beeman        | Steven S. DeKnight & Jeph Loeb | 26 de janeiro de 2005   | 2T5211 | 4.21      |
| Alegando estar curada, Alicia Baker é liberada do hospital Belle Reve e volta a Smallville para reatar seu relacionamento com Clark. Inicialmente cético sobre Alicia, Clark se encontra feliz em um relacionamento com alguém que sabe seu segredo, mas quando ela tenta avançar mais ele hesita, fazendo com que ela use kryptonita vermelha nele. Bad Clark resurge e rapidamente leva Alicia para se casarem em Las Vegas. Enquanto isso, Lana decide transar com Jason para ter ele de volta. |    |                |                    |                                |                         |        |           |
| 78 | 12 | "Pariah"       | Paul Shapiro       | Holly Harold                   | 02 de fevereiro de 2005 | 2T5212 | 4.78      |
| Lana e Jason são atacados e quase mortos por um assaltante que não foi visto, e Alicia parece ser a primeira suspeita. Clark inicialmente defende sua nova namorada, mas quando as evidências começam a se acumular, ele é forçado a considerar que foi Alicia. Magoada pelas ações de Clark, Alicia força Clark a despropositalmente revelar seus poderes na frente de Chloe. Enquanto isso, a mãe de Jason volta para a cidade com uma oferta para Lex. |    |                |                    |                                |                         |        |           |
| 79 | 13 | "Recruit"      | Jeannot Szwarc     | Todd Slavkin & Darren Swimmer  | 09 de fevereiro de 2005 | 2T5213 | 4.91      |
| No esforço de recrutar Clark para o time de futebol deles, a Universidade de Metrópolis enviam a estrela do time deles, Geoff Johns para mostrar a Clark os campus da Universidade de Metrópolis. Entretanto, depois de um dos jogadores da Universidade de Metrópolis morrer em circunstâncias misteriosas e Lois ser presa pelo assassinato, Clark descobre que Geoff tem super poderes e está usando eles para deter qualquer um que vier na sua frente, incluindo Lois. Enquanto isso, Chloe continua a observar Clark para aprender mais sobre o seu segredo.                                                                                     |    |                |                    |                                |                         |        |           |
| 80 | 14 | "Krypto"       | James Marshall     | Luke Schelhaas                 | 16 de fevereiro de 2005 | 2T5214 | 5.08      |
| Enquanto dirige, Lois acidentalmente atropela um cachorro e leva ele de volta para a fazendo para ele se recuperar. Clark percebe que ele não é um cachorro comum após o cão virar um carro tentando pegar uma bola. Clark e Lois descobrem que o cachorro é um produto de um experimento da LuthorCorp que não existe mais e estava sendo usado para cometer crimes, mas quando Lois é sequestrada pelos assaltantes e Clark está fraco pela presença de kryptonita, fica tudo nas patas do cachorro para salvá-los. Enquanto isso, Lana questiona Jason sobre o seu envolvimento nos esquemas da sua mãe.                                            |    |                |                    |                                |                         |        |           |
| 81 | 15 | "Sacred"       | Brad Turner        | Kelly Souders & Brian Peterson | 23 de fevereiro de 2005 | 2T5215 | 5.26      |
| Depois de descobrirem que Jason e Lex estão na China procurando com um misterioso cristal kryptoniano, Clark e Lana os seguem na esperança de achar primeiro. Clark acha um artefato que os levarão ao cristal, mas ele deverá enfrentar Isobel, a bruxa, a qual está, mais um vez, habitando o corpo de Lana para pegar o cristal para ela mesma. Enquanto isso, Lex têm mais informações sobre os cristais do que ele revela. |    |                |                    |                                |                         |        |           |
| 82 | 16 | "Lucy"         | David Barrett      | Neil Sadhu & Daniel Sulzberg   | 02 de março de 2005     | 2T5216 | 4.51      |
| A irmã mais nova de Lois, Lucy que não se dá bem com Lois, chega em Smallville e encanta todos que ela conhece. Entretanto, Clark descobre um lado negro de Lucy após ele ver ela roubando dinheiro de um bar e força ela a revelar a verdade sobre a sua repentina estada em Smallville, uma verdade que coloca Lois em grave perigo. Enquanto isso, o cristal desaparece do apartamento de Lana e Jason acusa Lionel de roubá-lo. |    |                |                    |                                |                         |        |           |
| 83 | 17 | "Onyx"         | Terrence O'Hara    | Steven S. DeKnight             | 13 de abril de 2005     | 2T5217 | 3.85      |
| Uma pequena visão do futuro de Lex Luthor é revelada depois de uma explosão de kryptonita que divide Lex em dois e seu lado negro - Alexander - é liberado. Alexander imediatamente aprisiona Lex na mansão e começa suas desordens tentando matar Clark e Chloe em um laboratório, combatendo Lionel e o convencendo a retornar para o lado negro e finalmente, ameaça fechar o Talon se Lana não for morar com ele. |    |                |                    |                                |                         |        |           |
| 84 | 18 | "Spirit"       | Whitney Ransick    | Luke Schelhaas                 | 20 de abril de 2005     | 2T5218 | 4.39      |
| Chloe, atordoada, é nomeada para "Rainha do Baile" e tenta falar com os relutantes Clark e Lana para irem ao baile com ela. No entanto, depois que sua rival Dawn uma aspirante a Rainha do Baile, cai com seu carro em um barranco cheio de kryptonita, o espírito de Dawn é libertado e ela entra nos corpos de outras pessoas, fazendo eles agirem fora de si. Como resultado, Lana pede para Clark ser seu par, Lois comparece ao Baile e Chloe bota fogo na escola. Lex dá aos formandos um presente especial trazendo a banda Lifehouse para tocar no baile.                                                                                     |    |                |                    |                                |                         |        |           |
| 85 | 19 | "Blank"        | Jeannot Szwarc     | Kelly Souders & Brian Peterson | 27 de abril de 2005     | 2T5219 | 4.59      |
| Chloe ajuda Clark a aprender sobre seus poderes quando ele perde a memória - Kevin, um menino que tem o poder de tirar temporiamente a memória das pessoas seus poderes em Clark e faz com que ele fique com amnesia total. Chloe descobre o que aconteceu e deve ajudá-lo a não revelar seu segredo para os outros. Em um surto de memória, Clark conhece Lana, e tem novamente o impulso de compartilhar seu segredo com ela. Lex se aproveita da situação para obrigá-lo a revelar onde estão escondidas as três pedras do poder. |    |                |                    |                                |                         |        |           |
| 86 | 20 | "Ageless"      | Steven S. DeKnight | Steven S. DeKnight             | 04 de maio de 2005      | 2T5220 | 4.51      |
| Clark e Lana descobrem um bebê abandonado no milharal e levam ele até a fazenda dos Kent. Entretanto, o bebê recém-nascido parece envelhecer sete anos em cerca de dias, os dois percebem que ele está envelhecendo muito rápido e buscam uma cura antes que a doença o mate. Enquanto isso, Genevieve dá ordens a Lionel para que mate Lana ou irá mandá-lo para prisão. |    |                |                    |                                |                         |        |           |
| 87 | 21 | "Forever"      | James Marshall     | Brian Peterson & Kelly Souders | 11 de maio de 2005      | 2T5221 | 3.96      |
| Clark deve impedir que um fotógrafo da escola depois que ele arma e simula uma escola secreta e começa a sequestrar estudantes - começando com Chloe - para continuar os dias de glória da escola para sempre. Lex e Lionel são sequestrados e torturados pelos Teague a fim de achar o cristal. Entretanto, depois que Genevieve percebe que Lana tem o cristal, ela decide colocar um fim à caçada de uma vez por todas. |    |                |                    |                                |                         |        |           |
| 88 | 22 | "Commencement" | Greg Beeman        | Todd Slavkin & Darren Swimmer  | 18 de maio de 2005      | 2T5222 | 5.47      |
| Clark começa a juntar as peças do motivo no qual veio à Terra depois que ele tem um pesadelo que algo horrível irá acontecer em Smallville e vai para as cavernas buscar respostas com Jor-El. Seu pai biológico diz que ele deve reunir os 3 cristais imediatamente ou um desastre de proporções épicas irá cair sobre o planeta e até mesmo Clark não será capaz de deter. Enquanto isso, Lex primeiramente ajuda Lana a escapar de Smallville, depois da morte de Genevieve, e depois toma ações chocantes para pegar um dos cristais de Lionel. Percebendo que os cristais estão ligados ao Clark, Chloe tenta impedir que Lex descubra a verdade. |    |                |                    |                                |                         |        |           |